# Huszang Rafati
Huszang Rafati (pers. هوشنگ رفعتی) (ur. 9 marca 1923, zm. w Teheranie) – irański koszykarz, reprezentant kraju, olimpijczyk.
W 1948 roku wystąpił wraz z drużyną na igrzyskach olimpijskich w Londynie (były to jego jedyne igrzyska olimpijskie). Podczas tego turnieju wystąpił, według różnych źródeł, w trzech lub czterech meczach; zanotował 24 punkty i osiem fauli.
Wraz z drużyną przegrał trzy z czterech spotkań grupowych (zwycięstwo tylko z Irlandią), tym samym zajmując przedostatnie miejsce w grupie (czwarte). W fazie pucharowej Irańczycy grali w spotkaniach o miejsca 9–16. Po porażce z Kanadą i zwycięstwie walkowerem z Węgrami, Persowie zagrali w meczu o 13. miejsce, który przegrali (z Kubą). Zajęli więc ostatecznie 14. miejsce na 23 ekipy.